# Longemaison
Longemaison ist eine französische Gemeinde mit 163 Einwohnern (Stand: 1. Januar 2022) im Département Doubs in der Region Bourgogne-Franche-Comté.

## Geographie
Longemaison liegt auf 855 m über dem Meeresspiegel, zehn Kilometer südöstlich von Valdahon und etwa 36 Kilometer ostsüdöstlich der Stadt Besançon (Luftlinie). Die Streusiedlung erstreckt sich im Jura, auf einer Hochfläche am Nordfuß des Mont Chaumont, südlich des Beckens von Avoudrey.
Die Fläche des 9,63 km² großen Gemeindegebiets umfasst einen Abschnitt des französischen Juras. Der Hauptteil des Gebietes wird von einer schwach reliefierten Jurahochfläche eingenommen, die durchschnittlich auf 820 m liegt. Sie ist gekennzeichnet durch mehrere parallel verlaufende, überwiegend bewaldete Geländekämme und dazwischengeschaltete Mulden oder Senken, die teilweise vermoort sind und ansonsten Weideland aufweisen. Das Plateau besitzt keine oberirdischen Fließgewässer, weil das Niederschlagswasser im verkarsteten Untergrund versickert. Nach Süden erstreckt sich das Gemeindeareal auf den breiten Höhenrücken des Mont Chaumont, auf dem mit 1092 m die höchste Erhebung von Longemaison erreicht wird. Dieser Höhenzug bildet eine Antiklinale des Faltenjuras und ist gemäß der Streichrichtung des Gebirges in dieser Region in Richtung Südwest-Nordost orientiert. Der Gipfelbereich ist von Weideland bedeckt.
Zu Longemaison gehören verschiedene Weiler und zahlreiche Einzelhöfe, darunter:
- Le Vernois (830 m) auf der Hochfläche am Nordfuß des Mont Chaumont
- Montarmeux (785 m) auf der Hochfläche nördlich des Dorfes

Nachbargemeinden von Longemaison sind Avoudrey im Norden, Flangebouche im Osten, Gilley und Arc-sous-Cicon im Süden sowie Passonfontaine im Westen.

## Geschichte
Das Gebiet von Longemaison gehörte früher zu Avoudrey. Nach der Französischen Revolution wurden die verstreuten Bauernhöfe am Fuß des Mont Chaumont von Avoudrey abgetrennt und im Jahr 1792 die Gemeinde Longemaison gebildet. Ihren Namen erhielt die Gemeinde vom Pachthof La Longue Maison. Seit 1998 ist Longemaison Mitglied des 44 Ortschaften umfassenden Gemeindeverbandes Communauté de communes du Pays de Pierrefontaine-Vercel.
Mit 1. Januar 2009 erfolgte eine Änderung der Arrondissementszugehörigkeit der Gemeinde. Bislang zum Arrondissement Besançon gehörend, kamen alle Gemeinden des Kantons zum Arrondissement Pontarlier.

## Sehenswürdigkeiten
Die Dorfkirche von Longemaison wurde 1829 an der Stelle einer früheren Kapelle errichtet.

## Bevölkerung
| Jahr                       | 1962 | 1968 | 1975 | 1982 | 1990 | 1999 | 2006 | 2016 |
| Einwohner                  | 187  | 191  | 140  | 116  | 112  | 121  | 130  | 153  |
| Quellen: Cassini und INSEE |      |      |      |      |      |      |      |      |

Mit 163 Einwohnern (1. Januar 2022) gehört Longemaison zu den kleinsten Gemeinden des Départements Doubs. Nachdem die Einwohnerzahl in der ersten Hälfte des 20. Jahrhunderts markant abgenommen hatte (1881 wurden noch 304 Personen gezählt), wurden seit Beginn der 1980er Jahre nur noch geringe Schwankungen verzeichnet.

## Wirtschaft und Infrastruktur
Longemaison war bis weit ins 20. Jahrhundert hinein ein vorwiegend durch die Landwirtschaft (Milchwirtschaft und Viehzucht, Ackerbau) und die Forstwirtschaft geprägtes Dorf. Noch heute leben die Bewohner zur Hauptsache von der Tätigkeit im ersten Sektor. Außerhalb des primären Sektors gibt es nur wenige Arbeitsplätze im Dorf. Einige Erwerbstätige sind auch Wegpendler, die in den umliegenden größeren Ortschaften ihrer Arbeit nachgehen.
Die Ortschaft liegt abseits der größeren Durchgangsstraßen an einer Departementsstraße, die von Avoudrey nach Gilley führt. Weitere Straßenverbindungen bestehen mit Arc-sous-Cicon, Passonfontaine und Orchamps-Vennes. Longemaison hatte einen Bahnhof an der Eisenbahnstrecke Besançon–Le Locle.